# 塞蒙 (埃纳省)
塞蒙（法語：Septmonts，法語發音：[semɔ̃]）是法国上法蘭西大區埃纳省的一个市镇，属于苏瓦松区。

## 地理
塞蒙（49°20'4"N, 3°21'28"E）面积4.8 平方千米，位于法国上法蘭西大區埃纳省，该省份为法国北部内陆省份，北起北部省，西接索姆省和瓦兹省，东临阿登省和马恩省，西南至塞纳-马恩省，东北部与比利时接壤。
与塞蒙接壤的市镇（或旧市镇、城区）包括：贝勒、埃纳河畔比利、克里斯河畔罗济耶尔、贝尔努瓦堡。

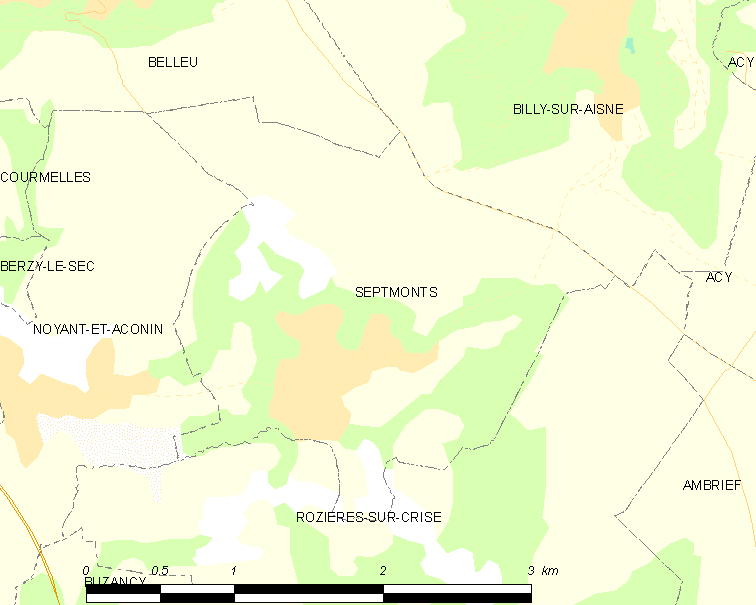
的OSM定位图

塞蒙的时区为UTC+01:00、UTC+02:00（夏令时）。

## 行政
塞蒙的邮政编码为02200，INSEE市镇编码为02706。

## 政治
塞蒙所属的省级选区为苏瓦松第二县。

## 人口

1962-2008年间人口变化图示

塞蒙于2022年1月1日时的人口数量为571人。